# Seminarium Carolinum

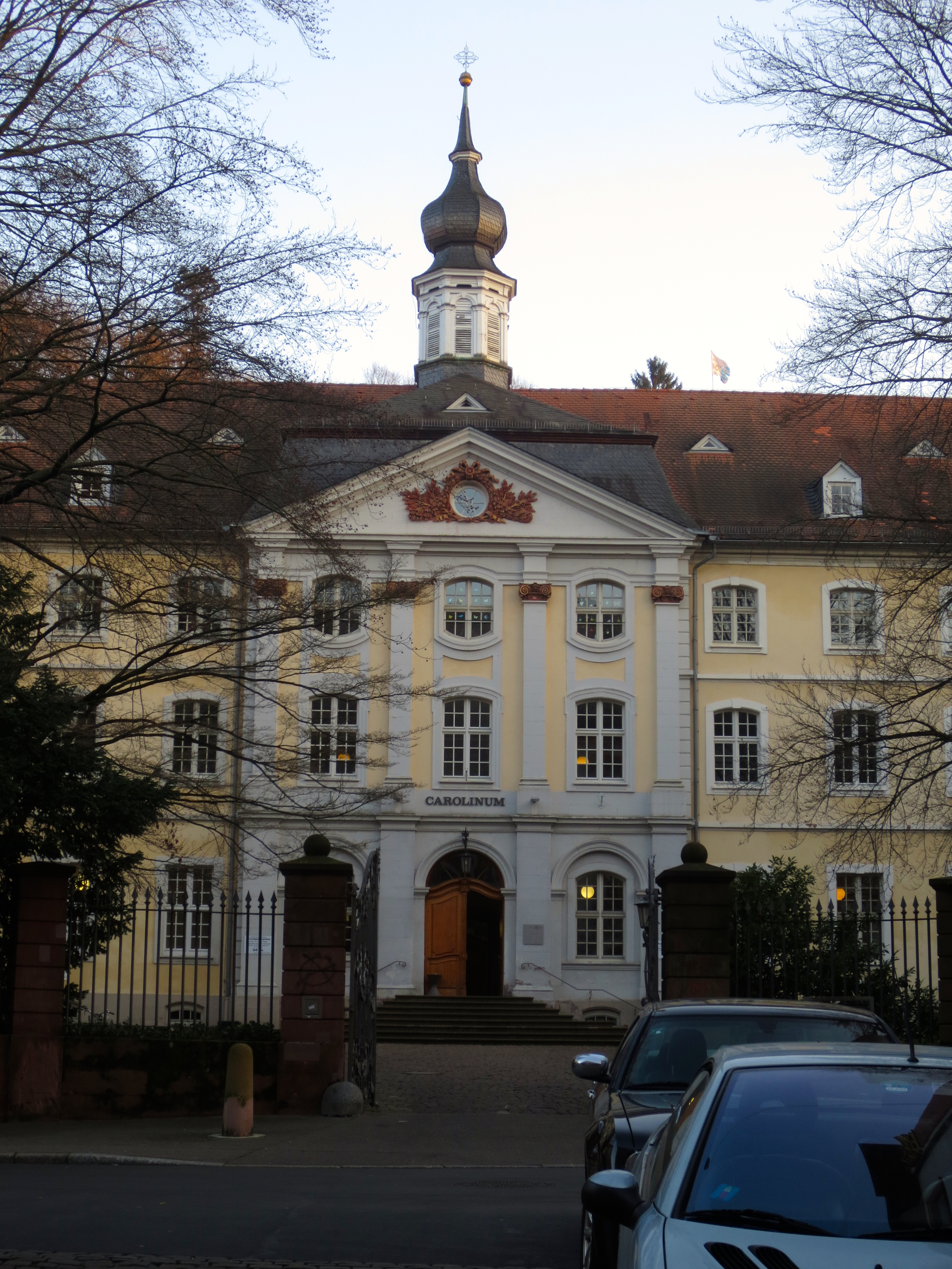
Das zweite Schulgebäude von 1750

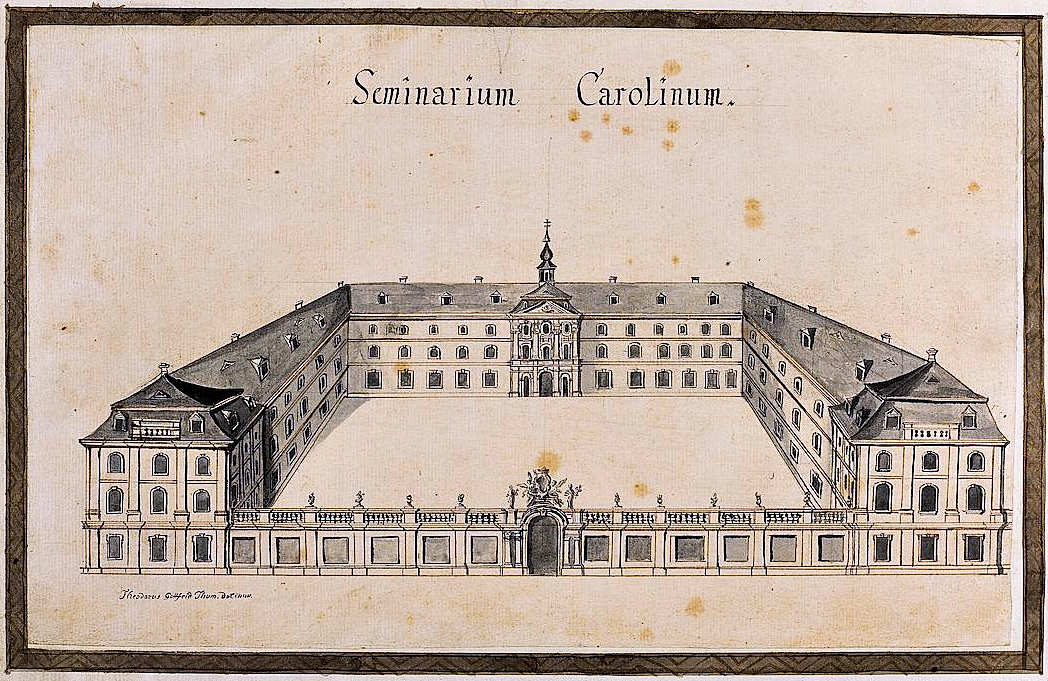
Historische Ansicht des 2. Schulgebäudes im „Thesaurus Palatinus“

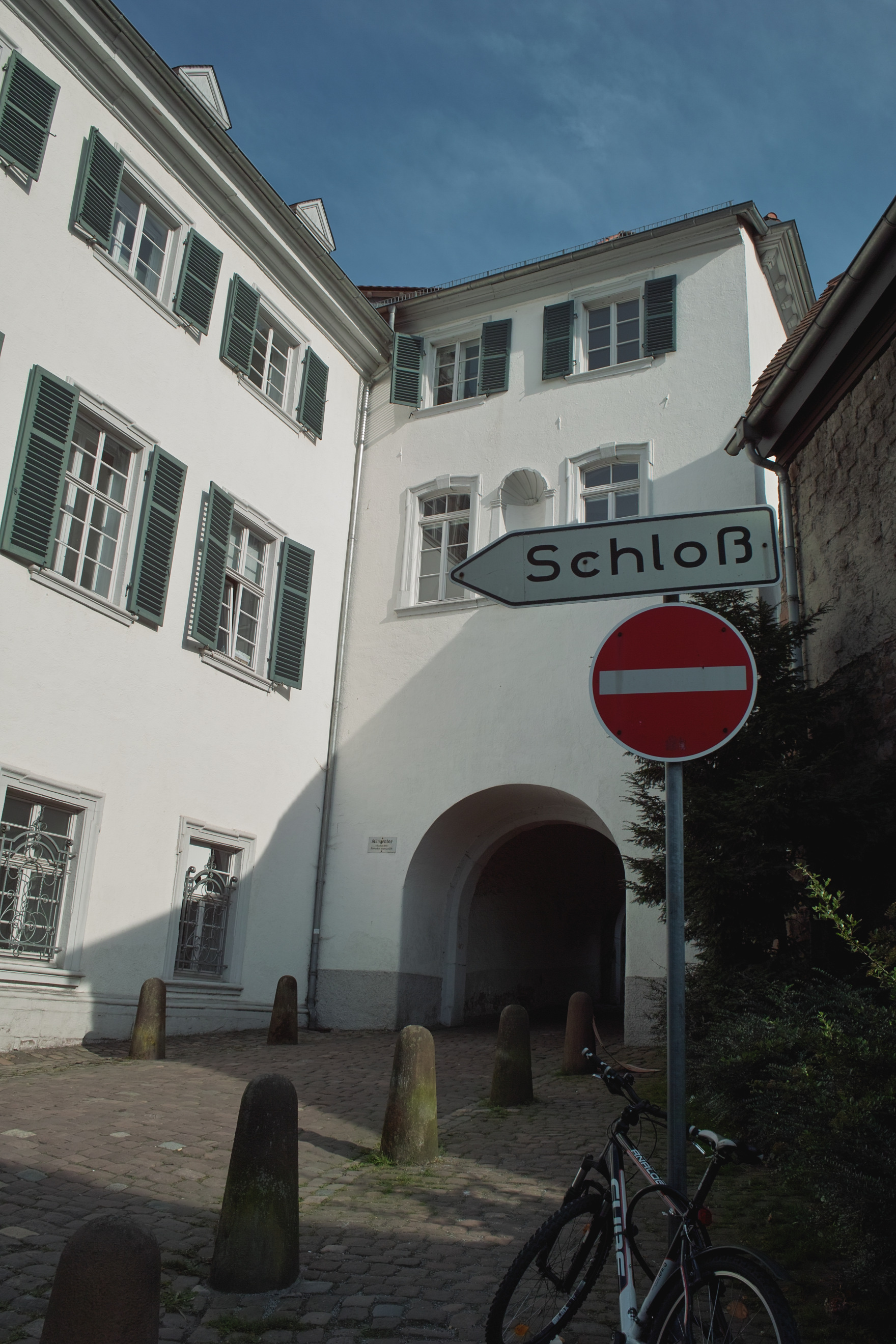
Ursprüngliches Gebäude, mit nachträglich aufgestocktem Klingentor

Das Seminarium Carolinum war eine kurpfälzische Konvikt-Schule für Katholiken in Heidelberg, die vom Jesuitenorden geleitet wurde.

## Geschichte
Auf Vorschlag der Jesuiten entschloss sich Kurfürst Carl Philipp ein Seminar für die studierende katholische Jugend der Kurpfalz einzurichten. Es war dem Hl. Carl Boromäus geweiht und trug außerdem den Namen des Fürsten. Es sollte besonders der Heranbildung künftiger Geistlicher dienen, darüber hinaus der Entstehung einer allgemeinen katholischen Intelligenzschicht in dem protestantisch dominierten Land. Viele der dort betreuten Schüler waren gleichzeitig eingeschriebene Studenten der Universität Heidelberg und sind in den Matrikeln als Zöglinge des Seminarium Carolinum gekennzeichnet.
1730 wurde das Institut für 20 Schüler eröffnet. Es nahm einen raschen Aufschwung, sodass das ursprüngliche Gebäude – heute Breitwiesersches Haus, Schlossberg 2 (früher Jungwirthsches Haus) – bald erweitert werden musste. Man stockte das angrenzende Klingentor auf und verband den Obergeschoss-Neubau mit dem Seminargebäude. Ab 1746 amtierte Pater Franz Günther S.J. (1704–1788) aus Bensheim als Rektor, davor Pater Johannes Conrad Masset S.J. (1683–1757) aus Oestrich.
Schon bald war auch das vergrößerte Haus überfüllt. Dies veranlasste den Kurfürsten Karl Theodor, ab 1750 durch Franz Wilhelm Rabaliatti einen großzügigen Neubau zu errichten, der in Heidelberg bis jetzt unter dem Namen Carolinum bekannt ist und sich an der Seminarstraße 2 befindet. Zur Grundsteinlegung am 8. Juni 1750 erschien der Herrscher, in Begleitung des Herzogs Friedrich Michael von Zweibrücken. Der Bau wurde 1765 vollendet. Die Grundsteinlegung wurde durch Johann Franz Capellini von Wickenburg, in Band 1 des „Thesaurus Palatinus“, ausführlich beschrieben. Laut diesem Bericht lehrte man in der Schule 6 verschiedene Sprachen, nämlich Deutsch, Lateinisch, Hebräisch, Griechisch, Französisch und Italienisch. Die dort beigefügte Zeichnung dürfte sich am Bauplan orientieren, da der Neubau noch unvollendet war, als das Werk erschien. 1759 gehörte Franz Bernhard von Hallberg, Sohn des kurpfälzischen Hofkanzlers Jakob Tillmann von Hallberg zu den Zöglingen.  Kurfürst Karl Theodor gründete 1751 eine Stiftung, für zwei Theologiestudenten aus dem Herzogtum Pfalz-Sulzbach, die vier Jahre lang unentgeltlich das Seminar besuchen und ihre Studien an der Heidelberger Universität vollenden durften. Einer dieser Stipendiaten war ab 1778 der bekannte Regensburger Bischof Georg Michael Wittmann (1760–1833).
Der Jesuitenorden wurde 1773 aufgelöst. Daraufhin leiteten zunächst Weltpriester das Seminarium Carolinum. Ab 1774 war der ehemalige Jesuit Heinrich Kilber (1710–1783) dessen Rektor. Von 1781 bis 1802 führten Lazaristenpatres das Seminar. Nach dem Übergang Heidelbergs an Baden wurde es 1803 zum Konvikt für katholische Theologiestudenten. Von 1825 bis 1842 nutzte man das Gebäude als Irrenhaus, von 1844 bis 1876 als akademisches Krankenhaus und ab 1888 als Kaserne. Heute ist darin die Verwaltung der Universität untergebracht.